# Isochromodes ardilla
Isochromodes ardilla là một loài bướm đêm trong họ Geometridae.